# (300225) 2006 XN44
(300225) 2006 XN44 es un asteroide perteneciente al cinturón exterior de asteroides, región del sistema solar que se encuentra entre las órbitas de Marte y Júpiter, descubierto el 13 de diciembre de 2006 por el equipo del Spacewatch desde el Observatorio Nacional de Kitt Peak, Arizona, Estados Unidos.

## Designación y nombre
Designado provisionalmente como 2006 XN44. 

## Características orbitales
2006 XN44 está situado a una distancia media del Sol de 3,227 ua, pudiendo alejarse hasta 3,458 ua y acercarse hasta 2,995 ua. Su excentricidad es 0,071 y la inclinación orbital 12,04 grados. Emplea 2117,45 días en completar una órbita alrededor del Sol.

## Características físicas
La magnitud absoluta de 2006 XN44 es 15,4. 